# Paepalanthus chiquitensis
Paepalanthus chiquitensis är en gräsväxtart som beskrevs av Theodor Carl Karl Julius Herzog. Paepalanthus chiquitensis ingår i släktet Paepalanthus och familjen Eriocaulaceae.
Artens utbredningsområde är Bolivia. Inga underarter finns listade i Catalogue of Life.

## Bildgalleri

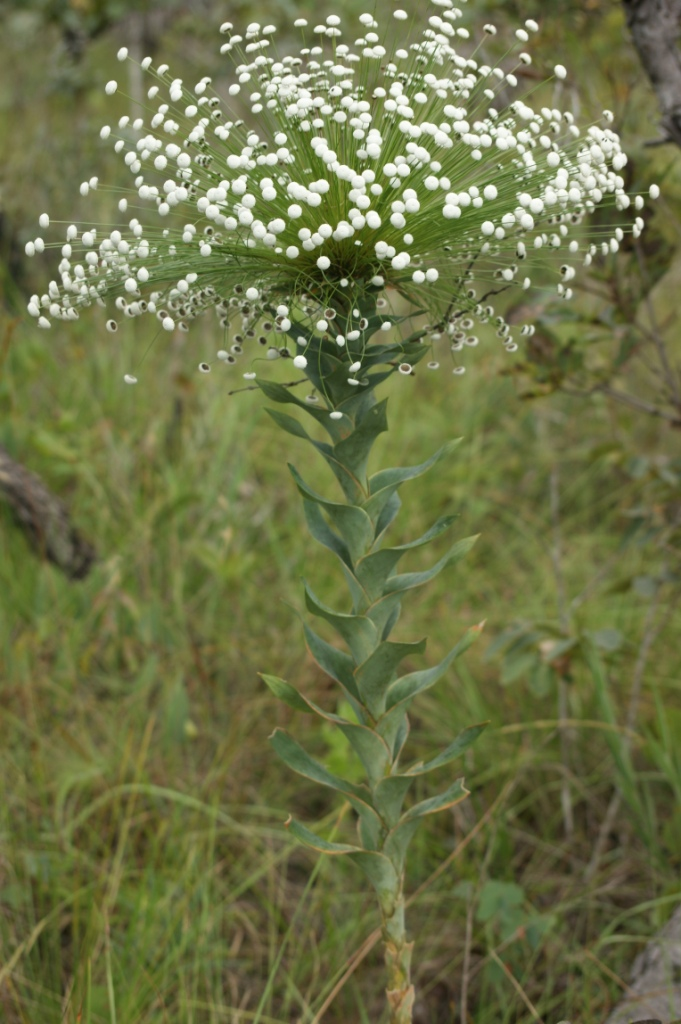